# Viktoriya Tomova
Viktoriya Konstantinova Tomova (Bulgaars: Виктория Константинова Томова) (Sofia, 25 februari 1995) is een tennisspeelster uit Bulgarije. Tomova begon met tennis toen zij zes jaar oud was. Haar favoriete ondergrond is hardcourt. Zij speelt rechtshandig en heeft een tweehandige backhand. Zij is actief in het internationale tennis sinds 2009.

## Loopbaan
In de periode 2014–2024 maakte Tomova deel uit van het Bulgaarse Fed Cup-team – zij behaalde daar een winst/verlies-balans van 13–13.
In april 2017 bereikte zij de 135e plaats op de WTA-ranglijst. Daarmee werd zij, na Tsvetana Pironkova, de actuele nummer twee van Bulgarije. In de historische top tien van Bulgarije kwam zij binnen op de tiende plaats.
In 2018 had Tomova haar grandslamdebuut op het Australian Open. Zij won haar eerste grandslampartij op Wimbledon 2018, tegen de Tsjechische Tereza Smitková – in de tweede ronde verloor zij van Serena Williams.
Op het WTA-toernooi van Taipei 2019 bereikte Tomova de halve finale. Op het WTA-toernooi van Bogota 2021 bereikte zij wederom de halve finale, evenals op het WTA-toernooi van Belgrado 250 2021 en het WTA-toernooi van Båstad 2022. In augustus 2022 maakte zij haar entrée tot de mondiale top 100 van het enkelspel. Een maand later stond zij voor het eerst in een WTA-finale, op het WTA 125-toernooi van Boedapest – zij verloor van de Duitse Tamara Korpatsch.
In 2023 won Tomova haar eerste WTA-titel op het toernooi van Chicago – in de finale versloeg zij de Amerikaanse Claire Liu. Na het bereiken van de halve finale op het WTA 500-toernooi van Bad Homburg 2024 kwam zij binnen op de top 50 van het enkelspel.
In juni 2025 kwam zij in het dubbelspel binnen op de top 150 van de wereldranglijst, na het bereiken van de derde ronde op Roland Garros.

## Posities op deWTA-ranglijst
Positie per einde seizoen:
| jaar | rang enkelspel | rang dubbelspel |
| ---- | -------------- | --------------- |
| 2009 | 906            | –               |
| 2010 | 852            | –               |
| 2011 | 780            | –               |
| 2012 | 528            | 869             |
| 2013 | 397            | 353             |
| 2014 | 332            | 301             |
| 2015 | 474            | 730             |
| 2016 | 152            | 397             |
| 2017 | 141            | –               |
| 2018 | 156            | –               |
| 2019 | 160            | –               |
| 2020 | 138            | –               |
| 2021 | 116            | 1668            |
| 2022 | 90             | 1539            |
| 2023 | 96             | 1070            |
| 2024 | 49             | 433             |

## Palmares
| Legenda                 |
| ----------------------- |
| Grandslamtoernooi       |
| Olympische Spelen       |
| Year-End Championships  |
| Premier Mandatory       |
| Premier Five / WTA 1000 |
| Premier / WTA 500       |
| International / WTA 250 |
| Challenger / WTA 125    |

### WTA-finaleplaatsen enkelspel
| nr.              | finale     | toernooi      | ondergrond | tegenstandster   | score         |         |
| ---------------- | ---------- | ------------- | ---------- | ---------------- | ------------- | ------- |
| gewonnen finales |            |               |            |                  |               |         |
| 1.               | 2023-08-26 | WTA Chicago   | hardcourt  | Claire Liu       | 6-1, 6-4      | details |
| verloren finales |            |               |            |                  |               |         |
| 1.               | 2022-09-24 | WTA Boedapest | gravel     | Tamara Korpatsch | 6-7, 7-6, 0-6 | details |
| 2.               | 2024-06-16 | WTA Valencia  | gravel     | Ann Li           | 3-6, 4-6      | details |

## Resultaten grandslamtoernooien
| Legenda | Legenda                          |
| ------- | -------------------------------- |
| g.t.    | geen toernooi gehouden           |
| l.c.    | lagere categorie                 |
| –       | niet deelgenomen                 |
| G       | uitgeschakeld in de groepsfase   |
| 1R      | uitgeschakeld in de eerste ronde |
| 2R      | uitgeschakeld in de tweede ronde |
| 3R      | uitgeschakeld in de derde ronde  |
| 4R      | uitgeschakeld in de vierde ronde |
| KF      | uitgeschakeld in de kwartfinale  |
| HF      | uitgeschakeld in de halve finale |
| F       | de finale verloren               |
| W       | het toernooi gewonnen            |
| w-v     | winst/verlies-balans             |

### Enkelspel
| toernooi        | 2018 |      | 2020 | 2021 | 2022 | 2023 | 2024 | 2025 |
| --------------- | ---- | ---- | ---- | ---- | ---- | ---- | ---- | ---- |
| Australian Open | 1R   | –    | –    | 1R   | 1R   | 2R   | 1R   |      |
| Roland Garros   | –    | –    | –    | 1R   | 1R   | 2R   | 1R   |      |
| Wimbledon       | 2R   | g.t. | –    | 2R   | 2R   | 1R   | 2R   |      |
| US Open         | –    | 1R   | 1R   | –    | 1R   | 1R   |      |      |

### Vrouwendubbelspel
| toernooi        | 2022 | 2023 | 2024 | 2025 |
| --------------- | ---- | ---- | ---- | ---- |
| Australian Open | –    | –    | 1R   | 2R   |
| Roland Garros   | –    | 1R   | 1R   | 3R   |
| Wimbledon       | 2R   | 1R   | 1R   | 1R   |
| US Open         | –    | –    | 1R   |      |